# Mór Jókai

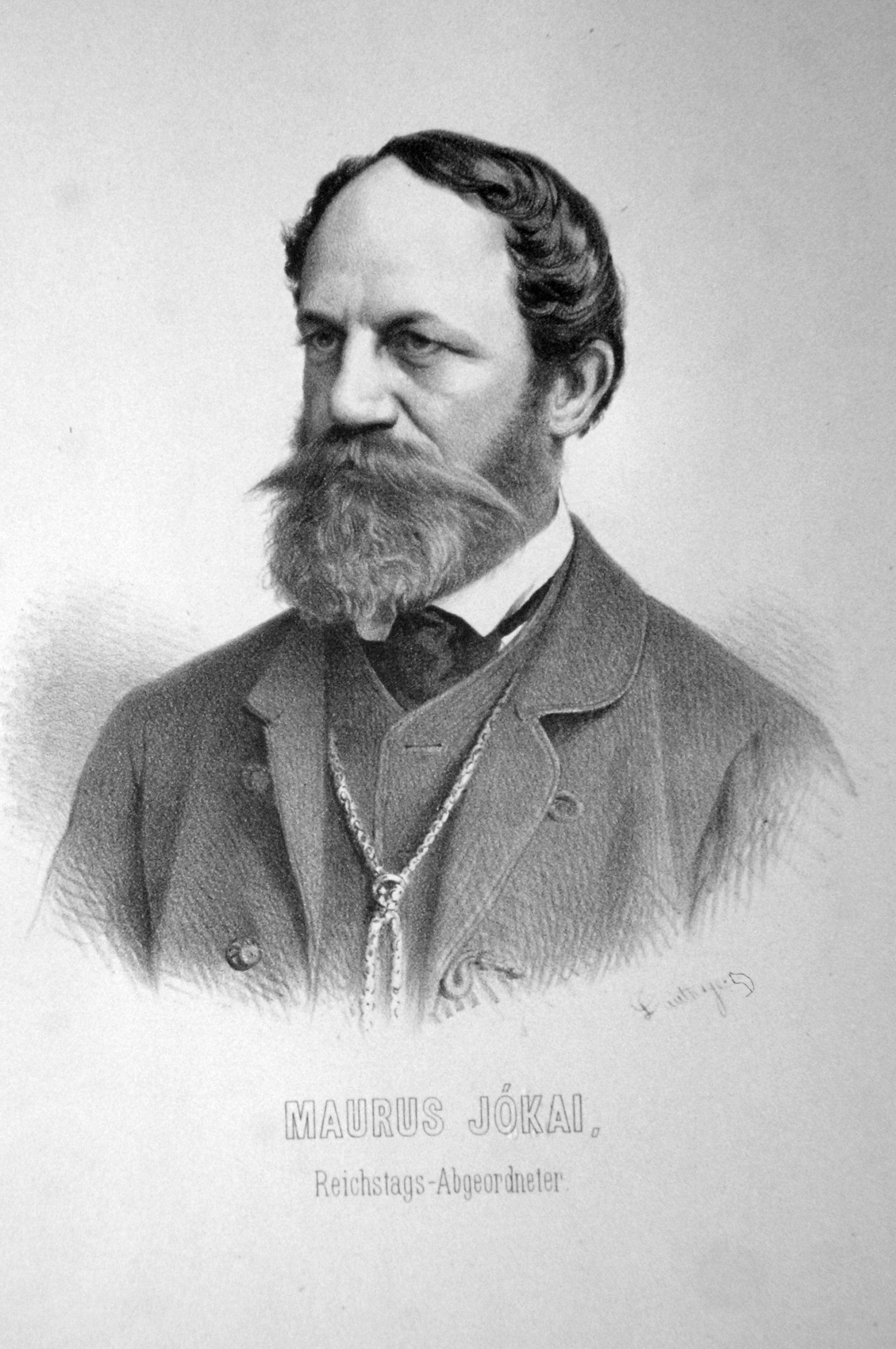
Mór Jókai, Lithographie von Adolf Dauthage (um 1880)

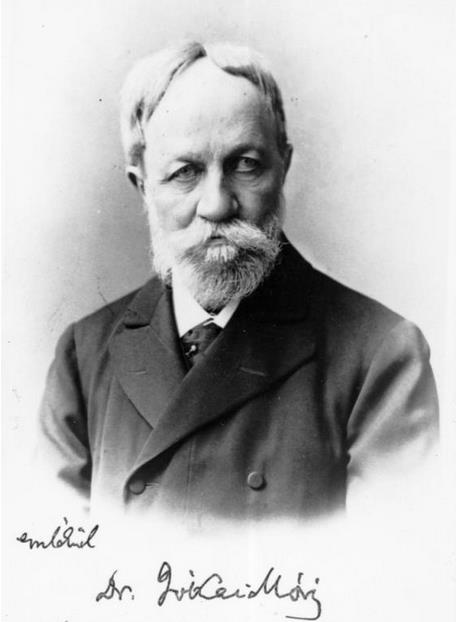
Mór Jókai (vor 1905)

Mór Jókai von Ásva ([ˈmoːr ˈjoːkɒi], getauft als Móricz Jókay, diverse bibliografische Synonyme, * 18. Februar 1825 in Komárom (dt. Komorn), Kaisertum Österreich; † 5. Mai 1904 in Budapest, Österreich-Ungarn) war ein ungarischer Schriftsteller und Journalist. Er war Mitglied der Ungarischen Akademie der Wissenschaften.

## Leben
Maurus (ung. Mór) Jókai wurde als Sohn des Rechtsanwaltes und Kleingrundbesitzers József Jókai und dessen Ehefrau Maria geb. Pulay in Komorn geboren. Zwei Tage später, am 20. Februar 1825 wurde er in der Reformierten Kirche von Komorn getauft.
Ein Ahn – und zwar Sámuel Jókay († 1690) – war der Held der Familie; er kämpfte in der Schlacht bei Gran bei der Rückeroberung von Esztergom von den Türken und wurde deshalb von Kaiser Leopold I. in den erblichen Adelsstand erhoben.
Die Grundschule besuchte Maurus Jókai in seiner Vaterstadt Komorn, die Jahre 1835–37 verbrachte er als Austauschschüler in dem damals überwiegend deutschsprachigen Preßburg, um die deutsche Sprache zu erlernen. 1841 inskribierte er in das Reformierte Kollegium von Pápa, wo er den 19-jährigen Sándor Petőfi kennen lernte. Zwischen 1842 und 1844 studierte er Jura in Kecskemét; hier schrieb er auch seine ersten Werke. 1846 erhielt er das Diplom als Rechtsanwalt. Nach Veröffentlichung seines ersten Romans Hétköznapok, mit welchem er einen riesigen Erfolg hatte, entschloss er sich jedoch für den Beruf als professioneller Schriftsteller.
Im Revolutionsjahr 1848 stellte er sich gemeinsam mit Petőfi an die Spitze der „Pester Jugend“ und war Mitverfasser des Zwölf-Punkte-Programms, welches die Forderungen der revolutionären Jugend beinhaltete. In dieser Zeit lernte er auch seine spätere Frau, die um acht Jahre ältere Schauspielerin Róza Laborfalvi kennen, die er noch im selben Jahr am 29. August 1848 heiratete. Diese Verbindung wurde nicht nur von seiner Familie, sondern auch von seinen Freund Sándor Petőfi abgelehnt und führte zum Zerwürfnis mit Petőfi.

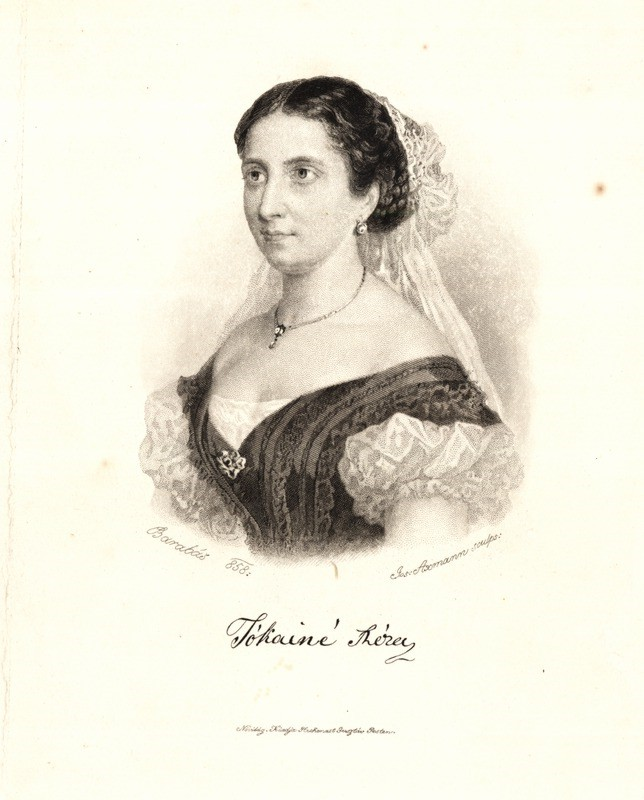
Róza Laborfalvi (* 1817, † 1886); Jókais erste Ehefrau

Nach der Schlacht bei Világos und Niederschlagung der Revolution im August 1849 war Jókai zunächst gezwungen, für einige Monate in den Untergrund zu gehen. Er versteckte sich zuerst in der Ortschaft Tardona im Bükk-Gebirge. Seiner Frau, die in jener Zeit eine prominente Schauspielerin war, gelang es, für Jókai einen „Schutzbrief“ zu erhalten, der ihn vor Repressalien der Behörden schützte und ihm 1850 gleichzeitig eine Rückkehr nach Pest ermöglichte.

In Pest begann er intensiv als Schriftsteller zu arbeiten; es entstand eine Reihe von Werken mit historischen Hintergrunde, die ihn in kürzester Zeit zum beliebtesten ungarischen Autor machten. Wegen seiner Beteiligung an der Revolution von 1848 bekam er erst sehr spät die Erlaubnis, als Redakteur zu arbeiten. Ab 1858 war er Herausgeber des Satire- und Witzblattes Üstökös („Der Komet“), in dem er auch unter dem Pseudonym Kakas Márton (Martin Hahn) schrieb. 

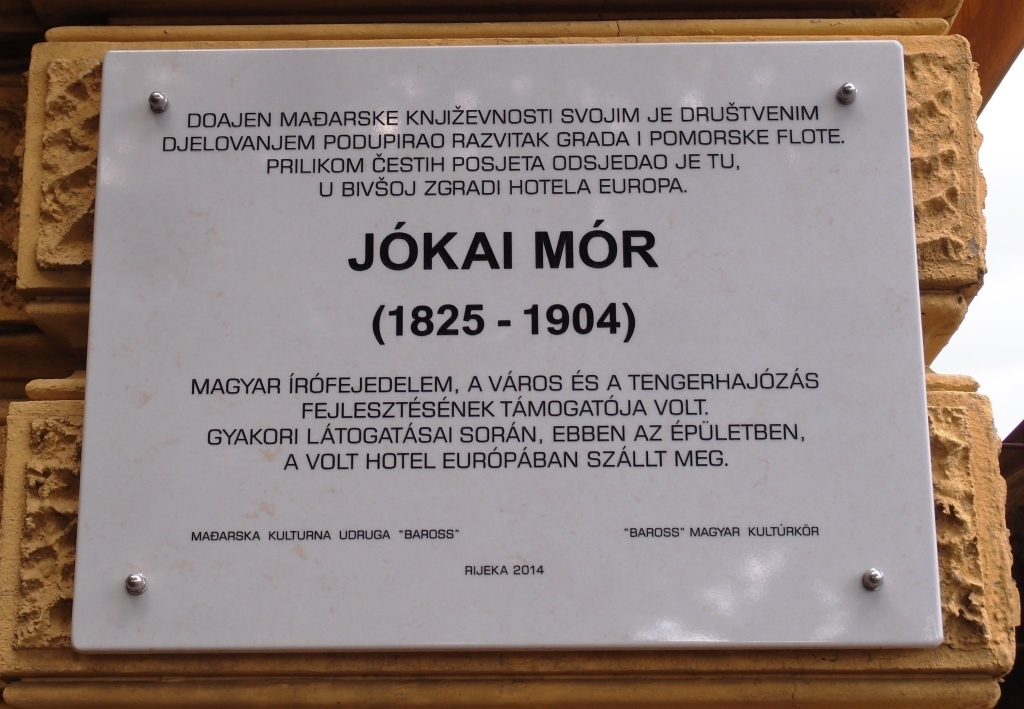
Erinnerungstafel für Mór Jókai in Rijeka, Kroatien

Jókai verfasste vor allem historische Romane, die eine ihm eigene Romantik widerspiegeln und meistens Themen der älteren oder jüngeren ungarischen Geschichte behandeln. Durch seine utopischen Romane gilt er als wichtiger Vorläufer der ungarischen Science-Fiction. Seine fesselnd geschriebenen Werke wurden nicht nur in Ungarn gelesen, sondern auch in viele Fremdsprachen übersetzt und werden – da sie nahezu zeitlos sind – auch in der Gegenwart immer neu aufgelegt. Kaiserin Elisabeth war eine begeisterte Leserin seiner Bücher, die sie in der ungarischen Originalsprache las. Die Bücher wurden der Kaiserin meist vom Autor persönlich – mit einer Widmung versehen – überreicht.
Jókai widmete sich zeitlebens der ungarischen Sprache und Literatur. Im Jahre 1860 wurde er Mitglied der Kisfaludy-Gesellschaft. Jókai galt als liberaler ungarischer Patriot. Seine produktivste Zeit war das Jahrzehnt nach dem Österreichisch-Ungarischen Ausgleich. Von 1865 bis 1896 war Jókai Abgeordneter verschiedener Wahlkreise im Ungarischen Reichstag.
Im Jahre 1884 lernte Jókai über Erzherzog Joseph den Kronprinzen Rudolf kennen. Rudolf, ein Freund der Wissenschaften, beabsichtigte, eine mehrbändige Monographie über Österreich-Ungarn herauszugeben, welche von der Nachwelt als das „Kronprinzenwerk“ bezeichnet wurde. Die Monographie sollte als deutsche und ungarische Ausgabe erscheinen. Da sich zwischen Jókai und Rudolf ein freundschaftliches Verhältnis entwickelte, das bis zum Tode Rudolfs anhielt, beauftragte Rudolf den Schriftsteller mit der Redaktion der ungarischen Ausgabe.
Der Tod seiner Frau am 20. November 1886 bedeutete einen schweren Schicksalsschlag für den alternden Schriftsteller. In der ersten Zeit nach ihrem Tod wurde Jókai liebevoll von der Enkelin seiner Frau, der Malerin Róza Jókai, die er als „Ziehtochter“ adoptiert hatte, betreut.
Im Frühjahr 1897 stellte sich bei dem inzwischen landesweit berühmten Schriftsteller eine achtzehnjährige junge Frau namens Bella Nagy vor und bat ihm um Protektion bei der Vermittlung eines Schauspielunterrichtes, da sie gerne Schauspielerin werden wolle. Der inzwischen 72-jährige Jókai, der über die nötigen Kontakte verfügte, ermöglichte ihr diesen Wunsch. Er war von dem Mädchen dermaßen angetan, dass er sich in sie Hals über Kopf verliebte. Die Zuneigung ging so weit, dass er Bella Nagy am 16. September 1899 in der Budapester „Theresienstadt“ heiratete, was einen gesellschaftlichen Skandal auslöste. Auch das Verhältnis zu seiner Pflegetochter Róza Jókai und ihrem Mann Árpád Feszty – das Ehepaar hatte sich immerhin um den alternden Schriftsteller nach dem Tode seiner ersten Frau aufopfernd gekümmert – verschlechterte sich dermaßen, dass Jókai seine Pflegetochter kurzerhand, vermutlich auf Anraten (und zugunsten) von Bella Nagy, enterbte, was der Beginn eines jahrelangen Streites um die Urheberrechte von Jókais Werken auslöste. Dieses Ereignis wirkte sich sehr negativ in der öffentlichen Meinung und zu Ungunsten Jókais aus.
In den folgenden Jahren unternahm Jókai mit seiner zweiten Frau zahlreiche kostspielige Reisen ins In- und Ausland (Nizza, Abbázia). Am 28. Mai 1900 besuchten sie gemeinsam die Weltausstellung in Paris. Jókai wurde 1901 von König Franz Joseph I. zum Mitglied des Magnatenhauses auf Lebenszeit ernannt. Ab 1903 wurde es still um den alternden Schriftsteller; er zeigte sich seltener in der Öffentlichkeit, die meiste Zeit verbrachte er entweder in seiner Villa in Balatonfüred oder in seinem Haus am Schwabenberg (ung. Sváb-hegy) in Budapest.
Mór Jókai starb im Alter von 79 Jahren am 4. Mai 1904 in Budapest. Seine Grabstelle liegt auf dem Friedhof Kerepesi temető in Budapest.

## Werke (Auswahl)
- Die weiße Rose. Historischer Roman aus der Zeit des Janitscharen-Aufstandes 1730. (Halil Patrona, o. J.), deutsch 1854. – Volltext online.
- Ein ungarischer Nabob (Egy magyar nábob, 1854), deutsch 1856. – Volltext online: Band 1, Band 2, Band 3, Band 4/4.
- Der neue Gutsherr (Az új földesúr, 1863)
- Das amerikanische Duell (Mire megvénülünk, 1865)
- Die Baradlays (A kőszívű ember fiai, 1869)
- Ein Goldmensch (Az arany ember, 1872), deutsch 1873
- Einer stach ins Wespennest (Rab Ráby, 1879)
- Der unglückliche Wetterhahn. Erzählungen (Válogatott Elbeszélések I–III, 1904)
- Bis zum Nordpol. Ein klassischer Science-fiction-Roman. Zuerst als Bis an den Nordpol, oder Was ist mit dem Tegetthoff weiter geschehen? (Egész az északi polusig! vagy: mi lett tovább a Tegetthoffal?) erschienen in 25 Heften der Zeitschrift Az Üstökös vom 2. Jan. bis 19. Juni 1875, deutsch in 26 Heften vom 3. Jan. bis 22. Juli 1875 im Pester Lloyd

– auch unter dem Titel Zwanzigtausend Jahre unter dem Eise, (Illustrierte Weltall-Bibliothek Bd. 1, Karlsruhe und Leipzig 1914)
– und Reise in die Vergangenheit. Eine phantastische Polarfahrt., Zürich 1957
- Die beiden Trenck (A két Trenk, 1907)
- Die Kleinkönige. Roman (A kiskirályok)
- Die letzten Tage der Janitscharen. Roman (Janicsárok végnapjai, 1854)
- Die schwarze Maske (Szegény gazdagok, 1860)
- Die weiße Frau von Löcse. Roman über das Ungarn um 1710 (A lőcsei fehér asszony, 1885) (1985 Gustav Kiepenheuer Verlag Leipzig und Weimar)
- Hugo von Habenichts. Ein berüchtigter Abenteurer des 17. Jahrhunderts
- Pußtafrühling. Zwei Erzählungen
- Saffi. Novelle (Vorlage zum Libretto der Operette Der Zigeunerbaron von Johann Strauss (Sohn))
- Schwarze Diamanten (Fekete gyémántok, 1870)
- Zoltan Karpathy, der Sohn des Nabob. Roman (Kárpáthy Zoltán, 1854)
- Der Roman des künftigen Jahrhunderts, Roman, deutsch 1879 (A jövő század regénye, 1872–74)

## Verfilmungen
- 1919: Der rote Halbmond war ein ungarischer Stummfilm nach dem Drehbuch von Ladislaus Vajda und in Regie von Alexander Korda

- 1935: Der Zigeunerbaron – nach der Novelle „Saffi“
- 1959: Das schwarze Gesicht (Szegeny gazdagok) – nach dem Roman „Arme Reiche“
- 1962: Ein Goldmensch (Az aranyember)
- 1965: Männer und Flaggen (A köszívü ember fiai) – auf DVD als Die Ritter des Königs veröffentlicht
- 1966: Die Fehde der Geier (Egy magyar nábob) – nach dem Roman "Ein ungarischer Nabob"
- 1966: Die Vergeltung (Kárpáthy Zoltán) – nach dem Roman "Zoltán Kárpáthy"
- 1985: Jonas und der verschwundene Schatz (BRD)/Saffi und der Zigeunerbaron (DDR) (Szaffi) – ungarischer Zeichentrickfilm von Attila Dargay

## Trivia
- 1848 änderte er seinen Namen im Zuge der Ungarischen Revolution 1848/1849 von Jókay Móricz zu Jókai Mór
- 1979 wurde der Merkurkrater Jókai nach ihm benannt.[12]
- Nach Jókai wurde am 7. Juli 2003 der Planetoid (90370) Jókaimór  benannt.[13]